# Programa d'Immersió Lingüística
El Programa d'Immersió Lingüística (PIL) fou un pla pilot implantat per la Generalitat de Catalunya per aplicar el model d'immersió lingüística en català. Fou implantat després de la promulgació de la Llei de Normalització Lingüística de Catalunya del 1983 amb un programa pilot a denou escoles de Santa Coloma de Gramenet a partir del curs escolar 1983-1984. L'impulsor d'aquest projecte fou Joaquim Arenas i Sampera.